# Nzanga Mobutu
 Der er for få eller ingen kildehenvisninger i denne artikel, hvilket er et problem. Du kan hjælpe ved at angive troværdige kilder til de påstande, som fremføres i artiklen.

Nzanga Mobutu (født 24. marts 1970 i Kinshasa) er en politiker fra den Demokratiske Republik Congo og ældste søn af den afdøde tidligere diktator Mobutu Sese Seko og hans anden hustru Bobi Ladawa. Han er formand for partiet Mobutistiske Demokratiske Union (UDEMO), som han grundlagde i 2007 som efterfølger til sin fars Popular Movement of the Revolution (MPR). Han var minister og vicepremierminister i Congo mellem 2007 og 2011.

## Baggrund
Nzanga Mobutu voksede op i Belgien og studerede kommunikation og internationale relationer i Canada og Frankrig, hvor han tog sin eksamen fra American University of Paris. I 1990'erne vendte han tilbage til Zaïre (nuværende Congo) og arbejdede som sin fars kommunikationsrådgiver og som formand for den statslige bank Soza Bank. 
Efter regimets fald i maj 1997, da oprørslederen Laurent-Désiré Kabila overtog magten i Kinshasa, flygtede han med sin far til eksil i Marokko.
Nzanga er gift med Catherine Bemba, datter af forretningsmanden Jeannot Bemba Saolona. Parret har tre børn: Nyiwa, Bobi og Sese.

## Politisk karriere

### UDEMO
I 2003 grundlagde Nzanga og hans bror Giala Mobutu Union des Démocrates Mobutistes (UDEMO) som en NGO. I forbindelse med præsidentvalget i 2006 blev organisationen omdannet til et politisk parti. Partiet har stærkest opbakning i Équateur-provinsen, især i Gbadolite, hvor Mobutu-familien har deres rødder.
Nzanga stillede op som præsidentkandidat ved valget i 2006 og fik omkring 4,8 % af stemmerne, hvilket gav ham en fjerdeplads. Efter første valgrunde støttede han den siddende præsident Joseph Kabila i anden runde.

### Ministerposter
Nzanga blev i februar 2007 udnævnt til landbrugsminister i Antoine Gizengas regering. I 2008 blev han vicepremierminister med ansvar for basale sociale nødvendigheder i Adolphe Muzitos regering. Fra 2010 til 2011 var han vicepremierminister for arbejdsmarkedet, beskæftigelse og social sikkerhed.
I marts 2011 blev Nzanga fjernet fra regeringen af præsident Joseph Kabila på grund af, hvad regeringen beskrev som "tjenesteopgivelse". Ifølge rapporter skyldtes Nzangas lange ophold i Europa en uenighed med Kabila om dennes tætte relationer til Kagames regime i Rwanda, som blev anklaget for at stå bag vold og konflikter i det østlige Congo.

## Senere år
Efter sin tid i regeringen boede Nzanga i Marokko og USA og arbejdede med forretningsprojekter og humanitært arbejde. I 1998 grundlagde han og hans mor Bobi Ladawa "Mobutu Foundation" for at støtte unge afrikanske entreprenører.
Ved præsidentvalget i 2018 støttede Nzanga oppositionskandidaten Martin Fayulu. I 2023 vendte han tilbage til Congo og erklærede sin støtte til den siddende præsident Félix Tshisekedi ved valget samme år.